# Wet op de lijkbezorging

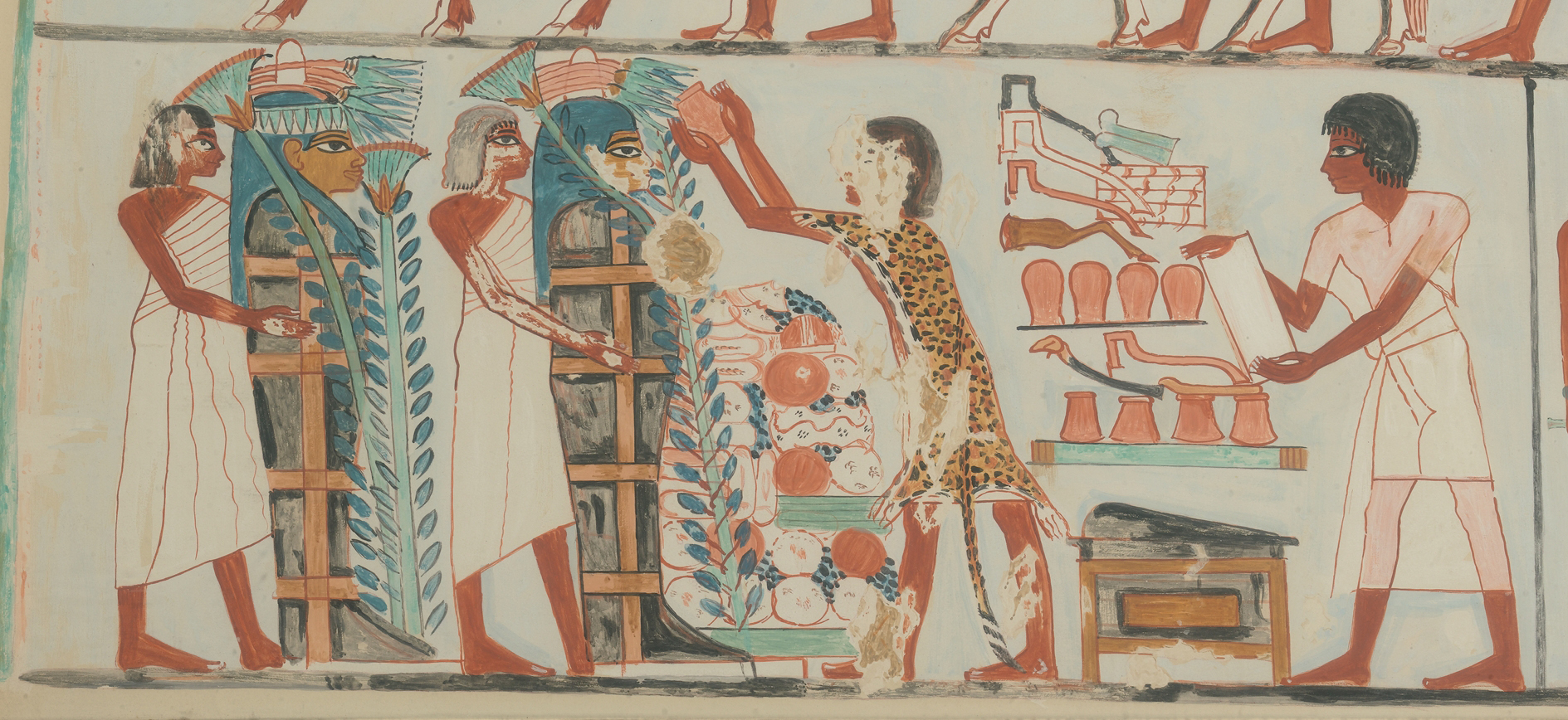
Begrafenisprocessie in het oude Egypte, schildering op tombe

De Wet op de lijkbezorging (Wlb) is een Nederlandse wet waarin regels zijn vastgelegd voor wat er met het  lijk van een overleden persoon of doodgeborene mag en moet gebeuren, met inachtneming van levensbeschouwing en geloofsovertuiging. De wet is in 1991 vastgesteld na ruim 40 jaar parlementaire behandeling. Grootste wijziging ten opzichte van de oude wet was het toestaan van crematie. De wet is nader ingevuld met het Besluit op de lijkbezorging. In Nederland zijn op dit moment alleen begrafenis en crematie toegestaan als vorm van lijkbezorging. Wel kan een lijk ter beschikking worden gesteld aan de wetenschap of het wetenschappelijk onderwijs, om te worden ontleed. Ook kunnen organen worden gedoneerd voor hergebruik in het lichaam van levende personen.
De wet kent als beginsel dat op een waardevolle en respectvolle manier wordt omgegaan met overledenen en dat, voor zover mogelijk, wordt gehandeld naar de wensen of vermoedelijke wensen van overledene, ook als iemand is aangewezen de uitvaart te regelen. De wet regelt dat in principe een behandelend arts een lijkschouw uitvoert na overlijden. Begraving dient te geschieden op een begraafplaats, ofwel in een algemeen graf, of in een particulier graf. Een asbus mag begraven worden en een begraven lichaam mag onder omstandigheden alsnog worden gecremeerd, met vergunning van de burgemeester. Een graf mag niet worden geruimd binnen de periode van tien jaar, gerekend vanaf het tijdstip waarop er voor het laatst een lijk in het graf is geplaatst. Het niet volgen van de wettelijke regels is strafbaar gesteld.
Er is een conceptwetsvoorstel voor de vervanging van de Wet op de lijkbezorging in 2025 of later door een wet genaamd Wet bestemming lichamen van overledenen (Wblo). Hierin wordt een extra vorm van lijkbezorging toegestaan, oplossing in een vloeistof (alkalische hydrolyse). Verder krijgen de artsen en de politie die het lichaam en de omgeving onderzoeken meer bevoegdheden om te bepalen of het overlijden het gevolg is van een misdrijf.

## Verklaring van overlijden
Bij elk overlijden dient onderzoek te worden ingesteld naar de aard en de toedracht van het overlijden. Dit heet de lijkschouw. Dit gebeurt door de behandelend arts van de overledene of door de gemeentelijk lijkschouwer. Als de behandelend arts de lijkschouw doet, bepaalt deze of hij overtuigd is dat de overledene een natuurlijke dood is gestorven. Als dat het geval is dan kan deze de verklaring van overlijden opstellen. Als deze arts om wat voor reden dan ook (dus ook bij twijfel) meent niet tot afgifte van een verklaring van natuurlijk overlijden te kunnen overgaan dan wordt onverwijld de gemeentelijk lijkschouwer in kennis gesteld. Op dat moment valt het lichaam van de overledene van rechtswege onder beslag van justitie en mag het niet meer aangeraakt of verplaatst worden. Bij een niet-natuurlijke dood is er namelijk mogelijk sprake van een strafbaar feit, en dient onderzoek te worden verricht naar de toedracht hiervan, alvorens de officier van justitie kan besluiten dat het lichaam vrijgegeven kan worden.
Naast de verklaring van overlijden dient door de schouwend arts ook een doodsoorzaakverklaring te worden opgesteld: een formulier waarop niet de naam van de overledene wordt vermeld en waarop informatie over de doodsoorzaak wordt genoteerd, ten behoeve van het Centraal Bureau voor de Statistiek (CBS).
Sinds 1 januari 2010 mag de behandelend arts bij de lijkschouw van overleden minderjarigen geen verklaring van overlijden meer afgeven zonder voorafgaand overleg te hebben gehad met de gemeentelijk lijkschouwer. Dit heeft te maken met de zogenaamde NODO-procedure (per 1 augustus 2016 gewijzigd in de NODOK-procedure: Nader Onderzoek Doodsoorzaak Kinderen).

## Uitvoering door de gemeente

### Benoeming van gemeentelijk lijkschouwer
Burgemeester en Wethouders benoemen de gemeentelijke lijkschouwer(s) en verschaffen gelegenheid tot het doen schouwen van lijken. Uitsluitend artsen die als forensisch arts zijn ingeschreven in een daartoe gehouden register, worden benoemd als gemeentelijk lijkschouwer. De gemeenten zijn door de keuze bij de benoeming ook verantwoordelijk voor de kwaliteit van de lijkschouw. De gemeentelijk lijkschouwer voert zijn werk uit namens het Openbaar Ministerie.

### Registratie overlijden
De verklaring van overlijden wordt (meestal door de uitvaartondernemer, maar het mag ook door nabestaanden, of het wordt direct digitaal gedaan door de schouwend arts) afgegeven aan een ambtenaar van de burgerlijke stand in de gemeente waar het overlijden heeft plaatsgevonden. De gemeente zal dit in de basisregistratie persoonsgegevens verwerken en een overlijdensakte opstellen. Als de overledene geboren is in een andere gemeente en/of woonachtig was in een andere gemeente, worden ook die gemeenten in kennis gesteld.
De gemeente stuurt de doodsoorzaakverklaring ongeopend door naar het Centraal Bureau voor de Statistiek.

### Verlof tot begraven of crematie (uitvaart)
Voor elke uitvaart is voorafgaand schriftelijk verlof nodig van de gemeente waar overledene het laatst woonplaats had. De ambtenaar van de burgerlijke stand kan een verlof tot begraven of cremeren afgeven, als er sprake van een natuurlijke dood is, of – bij een niet-natuurlijke dood – als het lichaam is vrijgegeven door de officier van justitie. Een uitvaart mag niet eerder dan 36 uur na overlijden en niet later dan 6 werkdagen na de dag van overlijden plaatsvinden. De dag van overlijden telt hierbij niet mee. Uitvaarten eerder dan 36 uur moeten worden goedgekeurd door de officier van justitie; uitvaarten later dan 6 werkdagen na overlijden moeten toestemming van de burgemeester krijgen, nadat deze een arts heeft geraadpleegd. Uitstel wordt doorgaans gegeven als naaste familie moet overkomen uit het buitenland of als een nabestaande tijdelijk is verhinderd door ziekte. Een ieder kan verlof vragen en opdracht geven tot het houden van een uitvaart.

## Uitvaartwensen overledene
De persoon die verlof vraagt, of degene die in diens plaats treedt, draagt in beginsel als enige de verantwoordelijkheid dat de lijkbezorging volgens de regels georganiseerd wordt, daaronder begrepen het geven van bestemming aan de as (art. 18 lid 1 Wlb).
Dat betekent echter niet dat deze persoon het voor het zeggen heeft. De wet geeft als hoofdregel dat de uitvaart moet worden geregeld overeenkomstig de wens of vermoedelijke wens van de overledene, tenzij dat redelijkerwijs niet gevergd kan worden (art. 18 lid 2 Wlb). Een grote meerderheid van de Nederlandse bevolking vindt het belangrijk dat hun uitvaart wordt geregeld volgens hun wensen. Is bij testament, notariële akte, of codicil iemand aangewezen om de uitvaart te regelen, mag deze persoon dat dus niet naar eigen inzicht doen, tenzij dat als uitdrukkelijke wens in de uiterste wilsbeschikking is opgenomen.

### Codicil, notariële akte, aantekeningen
De wet geeft iedereen ouder dan 16 jaar het recht de wensen rond de uitvaart vast te leggen in een handgeschreven, gedagtekend en ondertekend document (codicil) of bij notariële akte, ook als diegene niet bekwaam is een uiterste wil te maken (art. 19 Wlb). Dit is een uiterste wilsbeschikking als bedoeld in het erfrecht (art. 4:42 lid 1 BW) met de uitzonderlijke bijkomstigheid dat er een handhavingsregeling geldt: niet nakoming is strafbaar gesteld. Zijn uitvaartwensen vastgelegd, worden ze niet opgevolgd en is iemand het daar niet mee eens, kan een vordering bij de rechter worden ingediend. Vastleggen van uitvaartwensen bij testament heeft als nadeel dat een testament vaak niet direct bij overlijden beschikbaar is en er in bepaald kan worden dat het pas geopend mag worden na de uitvaart. Ook mag iemand die wilsonbekwaam is, geen testament maken, wel een verklaring met uitvaartwensen.
Een voorgedrukte tekst aangevuld met handschrift en handtekening van overledene geldt niet als rechtsgeldig codicil, maar ook wensen die niet in codicil of akte zijn vastgehouden dienen te worden gevolgd als voor betrokkenen duidelijk is dat het handschrift van overledene is en het de wensen van overledene zelf zijn. Wensen die zijn vastgelegd met kruisjes op een (online-)formulier van een uitvaartonderneming zijn mogelijk door anderen vastgelegd of gewijzigd en kunnen ook niet zonder meer als leidraad gelden, net zomin als aantekeningen van een nabestaande. Zijn de wensen niet op papier gezet of anderszins vastgehouden, kan de vermoedelijke wens van overledene worden gereconstrueerd uit feitenmateriaal zoals getuigenverklaringen, of worden uitgelegd overeenkomstig een vaststaande mening of religieuze overtuiging in het gezin of de familie.
De wensen kunnen zo uitgebreid of kort zijn als men wil. Een wens kan ook zijn dat een persoon, eventueel na overleg met bepaalde nabestaanden, alles beslist. Bepaald kan worden onder meer hoe men verzorgd en gekleed wil worden, of en hoe men opgebaard wil worden, er een wake of mogelijkheid van persoonlijk afscheid zal plaatsvinden, wie de uitvaart regelt, of een afscheidsceremonie plaatsvindt en waar, of men gecremeerd of begraven wil worden, hoe kist of asbus er uit ziet en waar deze zal worden geplaatst, welke muziek gespeeld wordt, of de aanwezigheid van bepaalde mensen wel of niet gewenst is, kledingstijl, voor te lezen teksten of gebeden, foto's die getoond worden en de nazit.

### Begrafenisexecuteur
In voorlichting aan consumenten, binnen het notariaat en in juridische literatuur wordt het begrip begrafenisexecuteur gebruikt voor een persoon die bij testament de taak of last krijgt opgelegd, de uitvaart te regelen. Volgens het sinds 2003 geldend erfrecht is deze persoon echter geen executeur want die is alleen bevoegd goederen van de nalatenschap te beheren en de schulden te voldoen. Het is een niet langer geldend overblijfsel uit het eeuwenoude Nederlands en kerkelijk erfrecht dat nog niet overal in het spraakgebruik en de testamentenpraktijk is aangepast. Het lichaam van overledene behoort niet tot de nalatenschap, daarom komen aan de erfgenamen, executeur of testamentair bewindvoerder op grond van het erfrecht geen bevoegdheden toe.
Een persoon die in een testament "begrafenisexecuteur" wordt genoemd heeft de rechten en plichten van een executeur zonder beheersbevoegdheid zoals deze sinds 2003 gelden maar heeft dus geen bijzondere bevoegdheden voor de uitvaart, de functie hoeft niet te worden aanvaard. De wensen van overledene moeten ook hier worden gevolgd en de kring van nabestaanden moet worden betrokken bij het nemen van beslissingen, dat zijn vaak meer personen dan alleen de erfgenamen. Wanneer het regelen van de uitvaart bij testament als last aan een bij dat testament benoemde executeur is opgedragen, rust de last op alle erfgenamen en dragen ze gezamenlijk verantwoordelijkheid (art 4:130, lid 2 BW). Is de met last bezwaarde persoon erfgenaam, kan het niet uitvoeren van de last meebrengen dat geen recht meer bestaat op de erfenis. Erfgenamen en executeur hebben de bevoegdheid de kosten rond de uitvaart bij voorrang uit de nalatenschap te voldoen en daarvoor zo nodig goederen uit de nalatenschap te gelde te maken (art. 4:7 lid 1 onder b BW jo art. 4:7 lid 2 onder 1° BW).

### Kosten
Degene die verlof heeft gevraagd voor, en opdrachten heeft gegeven rondom de uitvaart, is in eerste instantie gehouden de facturen te voldoen maar kan in redelijkheid gemaakte kosten van de gezamenlijke erfgenamen terugvorderen of bij de testamentaire beheersexecuteur. Ze worden gerekend tot de schulden van de nalatenschap die door de erfgenamen bij voorrang uit de nalatenschap moeten worden voldaan. Is de nalatenschap negatief en heeft geen van de erfgenamen zuiver aanvaard, kan het zijn dat de opdrachtgever op kosten blijft zitten.

### Uitvoering door nabestaanden
Volgens de Wet op de Lijkbezorging spelen niet de erfgenamen maar de nabestaanden een belangrijke rol bij de uitvoering. Onder dit begrip vallen zowel (naaste) bloedverwanten, een levenspartner als goede vrienden.
Het staat opdrachtgever van de uitvaart niet vrij om het lichaam van overledene of de as een bestemming te geven die niet overeenkomt met de wens of vermoedelijke wens van de overledene en de wensen van opdrachtgever mogen niet van doorslaggevende betekenis zijn, tenzij dat de wens van overledene was. Wanneer onder nabestaanden onenigheid bestaat over de vermoedelijke wensen van overledene, dient bij beslissingen rekening te worden gehouden met de belangen van de direct nabestaanden. Mochten er concrete objectiveerbare aanwijzingen zijn dat een opdrachtgever niet zal handelen volgens de wensen van overledene kunnen nabestaanden een beslissing van de rechter inroepen.

### Ter beschikking stellen aan de medische wetenschap, ontleding, balseming
Voor het ter beschikking stellen aan de wetenschap is een ondertekende verklaring met een dagtekening nodig. Die kan bij leven worden afgegeven bij de medische faculteit van een universiteit. Deze verklaring moet door nabestaanden worden overgelegd, als aan de burgemeester van de woonplaats van de overledene toestemming wordt gevraagd tot ontleding. De huisarts krijgt een kopie.
Thanatopraxie – een lichte vorm van van balseming – is in Nederland voor iedereen toegestaan mits de conservering niet langer in stand blijft dan 10 dagen. Ook wordt er gebalsemd wanneer het lichaam naar het buitenland wordt getransporteerd of indien de overledene bijgezet dient te worden, zoals geestelijken of leden van het Koninklijk Huis.

## Erkenning doodgeboren kind
De Eerste Kamer steunde op 18 december 2018 een wetswijziging in de Wet op de Lijkbezorging, waardoor sinds 2019 ook kinderen die levenloos ter wereld komen aangegeven kunnen worden bij de gemeente en zo in de administratieve systemen van de overheid worden opgenomen.

## Zeemansgraf
Op zee geldt het zeerecht. Daar zijn voor de gezagvoerder van een zeeschip bijzondere voorschriften geldig, die zijn vastgelegd in een speciaal protocol dat is geënt op het Besluit op de lijkbezorging. Getracht dient te worden een lijk aan wal te brengen, maar als dat niet mogelijk is dan krijgt de overledene een zeemansgraf.

## Als niemand initiatief neemt
Als niemand initiatief neemt tot begrafenis of crematie van een stoffelijk overschot dan wordt de burgemeester verantwoordelijk voor de uitvaart. De gemeentelijke dienst die daarvoor is aangewezen, regelt de uitvaart in zo'n geval namens de burgemeester. Ook kan de gemeente in eerste instantie alleen de eerste verzorging (weghalen overledene en bewaren in mortuarium) regelen. Er is dan even (een of enkele dagen) tijd voor het zoeken van nabestaanden, en/of hen te overreden de uitvaart te regelen. Die zijn daartoe niet verplicht. Als ze niet gevonden worden of weigeren, wordt de overledene gewoonlijk begraven in een algemeen graf. Indien zich tussentijds iemand meldt die wenst dat de overledene een ander graf krijgt, dan mag dat wettelijk, maar er is wel toestemming voor nodig van de beheerder van de begraafplaats.

## Herbegraven
Een graf mag niet worden geruimd binnen de periode van tien jaar, gerekend vanaf het tijdstip waarop er voor het laatst een lijk in het graf is geplaatst (art. 31 Wlb) Wel kan een lichaam vóór het verstrijken van deze grafrusttermijn worden opgegraven om het een herbestemming te geven. Dat kan zijn voor het elders opnieuw begraven of het laten cremeren van de resten. 
Herbegraving op een andere locatie kan bijvoorbeeld gewenst zijn wegens verhuizing, bijzetting in een familiegraf of overbrenging naar een land van herkomst. Ook herbegraving op een natuurbegraafplaats, al dan niet binnen de grafrusttermijn, kan een reden zijn.
Een lichaam mag alleen worden opgegraven met vergunning van de burgemeester van de gemeente waarin het is begraven, ongeacht de periode dat de betrokkene daar al ligt begraven. Bij een particulier graf moet ook de rechthebbende op het graf toestemming voor opgraving geven. Voor crematie binnen een jaar na de begraving is toestemming nodig van de officier van justitie (art. 29 Wlb). Herbegraving zal binnen 2 maanden na de begrafenis of na 10 jaar over het algemeen geen probleem zijn. Daar tussenin is men voor toestemming meer overgeleverd aan bureaucratische willekeur. Ook in Vlaanderen kan met toestemming van de burgemeester een lijk of urn worden opgegraven voor herbegraven op een andere locatie, mits met ernstige redenen of op gerechtelijk bevel.
In het geval een lijk wordt opgegraven om het graf te "schudden", dat wil zeggen ruimte te maken voor het bijzetten van een extra overledene (een vorm van ruimen van het graf), worden de verzamelde resten dieper onder hetzelfde graf ter aarde besteld. Dat geldt dan niet meer als een bijzetting.

## Kosten en middelen
De vergoeding voor een lijkschouwing door een behandelend arts wordt middels een visitetarief vergoed door de ziektekostenverzekeraar. De kosten voor de werkzaamheden van de gemeentelijk lijkschouwer zijn voor de gemeente.
De kosten van een uitvaart vormen een vordering op de nalatenschap en moeten door de erfgenamen of een executeur of vereffenaar worden voldaan, indien de overledene geen begrafenisverzekering had. Deze kosten zijn preferent op de meeste andere nalatenschapsschulden voor zover ze in overeenstemming zijn met de leefomstandigheden van de overledene. Als de uitvaartkosten buitensporig hoog zijn, wordt het deel dat als te hoog geldt, niet als nalatenschapsschuld gezien. Wanneer een derde een uitvaart regelt is hij als opdrachtgever jegens de begrafenisondernemer aansprakelijk voor de kosten, maar kan deze veelal verhalen op de nalatenschap. Deze derde is de gemeente wanneer niemand anders het initiatief neemt.
Wanneer de vordering niet inbaar is omdat de nalatenschap niet toereikend is, en geen van de erfgenamen de (negatieve) nalatenschap zuiver aanvaard hebben, kunnen ze eventueel vallen onder een onderhoudsplicht. Dit betekent dat de kosten verhaald kunnen worden op personen die deze onderhoudsplicht jegens de overledene zouden hebben, in praktijk vaak de ouders en kinderen, dat geldt ook indien ze de erfenis beneficiair aanvaard of verworpen hebben. Dit kan leiden tot situaties waarin iemand aangesproken wordt voor uitvaartkosten voor een familielid met wie hij in onmin leeft of van wiens overlijden hij of zij niet eens op de hoogte was.

## Alternatieven voor begraven of crematie
Naast begraven of crematie zijn er nog andere vormen van lijkbezorging mogelijk, die (in sommige gevallen) milieuvriendelijker zijn en minder energie vergen. Een mogelijke alternatief is het oplossen van het lichaam (alkalische hydrolyse of resomeren.
Een andere mogelijkheid is het verwerken van het lichaam tot compost (humaan composteren of veraarden). In België wordt dit laatste 'humanisatie' genoemd. Andere vormen zijn een speciale bevriezingstechniek (cryomeren) en elektrisch verassen (ecoleren)

## Nieuwe wet
Naar verwachting zal de Wet op de lijkbezorging in 2025 of later worden vervangen door de Wet bestemming lichamen van overledenen (Wblo). Hierin zal een groot aantal wijzigingen van de huidige wet worden opgenomen. Zo zullen de regels rond de lijkschouwing en de wettelijk vastgestelde minimale en maximale uitvaarttermijn worden aangepast. Ook zal waarschijnlijk alkalische hydrolyse wettelijk worden toegestaan. De Gezondheidsraad komt naar verwachting in 2025 met een advies aan de overheid over de toelaatbaarheid van humaan composteren of veraarden als vorm van lijkbezorging.